# Fredrik Lindahl (político)
Fredrik Lindahl (nascido em 1987) é um político sueco do partido Democratas Suecos (SD) servindo como membro do Riksdag desde 2018.
Lindahl representa o círculo eleitoral do Condado de Estocolmo e ocupa a cadeira 321 no parlamento pelo SD. Ele é membro do Comité de Constituição e deputado do Conselho do Riksdag para o Escritório de Auditoria Nacional. Lindahl também foi presidente de distrito no condado de Estocolmo pelos democratas suecos.